# باول ستيوارت (كاتب)
باول ستيوارت (بالإنجليزية: Paul Stewart)‏‏ (4 يونيو 1955 في لندن - ) كاتب، وكاتب للأطفال، وروائي، ومدرس من المملكة المتحدة.

## روابط خارجية
- باول ستيوارت على موقع ميوزك برينز (الإنجليزية)
- باول ستيوارت على موقع ديسكوغز (الإنجليزية)